# Ben Hamilton (wielrenner)
Ben Hamilton (28 januari 1999) is een Nieuw-Zeelands wielrenner.

## Carrière
In mei 2015 werd Hamilton, achter Oscar Elworthy, tweede in het nationale kampioenschap tijdrijden voor junioren. Twee dagen later won hij wel de wegwedstrijd, voor Bailey O'Donnell en Dylan Simpson. Na een zesde plaats in het eindklassement van de Ronde van Abitibi en deelname aan het wereldkampioenschap stond hij in december aan de start van de Ronde van Quanzhou Bay. In de eerste etappe eindigde hij, achter de ploeggenoten Harry Tanfield en Rory Townsend, op de derde plaats.
In 2018 werd Hamilton achtste in het door Ian Talbot gewonnen nationale kampioenschap tijdrijden voor beloften. Twee dagen later nam hij deel aan de wegwedstrijd, waarin eliterenners en beloften samen reden. Hamilton werd achttiende, op bijna zes minuten van winnaar Jason Christie.

## Overwinningen
2017
 Nieuw-Zeelands kampioen op de weg, Junioren